# Murgași
Murgaşi es una comuna ubicada en el distrito de Dolj, Rumania.

## Superficie
Posee una superficie de 99,73 kilómetros cuadrados.

## Demografía
Hasta 2021 la población era de 2191 habitantes, con una densidad de población de 21,97 habitantes por kilómetro cuadrado.